# Haüyn
Haüyn är ett mineral som består av ett sulfathaltigt alumosilikat med natrium. Färgen är blå, vit eller grön. Det kan innehålla upp till 5 % K2O och även sulfid och klorid.

## Historia och etymologi
Mineralet beskrevs första gången år 1807 då det upptäckts i prover av lava från vulkanen Vesuvius och namngavs efter den franska kristallografen René Just Haüy (1743–1822).

## Förekomst
Mineralet uppträder i magmatiska bergarter och, mindre vanligt, i metamorfa bergarter (marmor). Haüyn finns bland annat i Italien och Andernach vid Rhen. Det har också påträffats i staterna New York, Montana och Colorado i USA. Mineralet är sällsynt i Sverige men förekommer som omvandlingsprodukt på nefelin på Alnön utanför Sundsvall.

## Användning
Mineralet används ibland som prydnadssten i ringar eller smycken. När det är mera genomskinligt och lämpar sig för slipning kan priset vara högt.